# Refinería La Teja

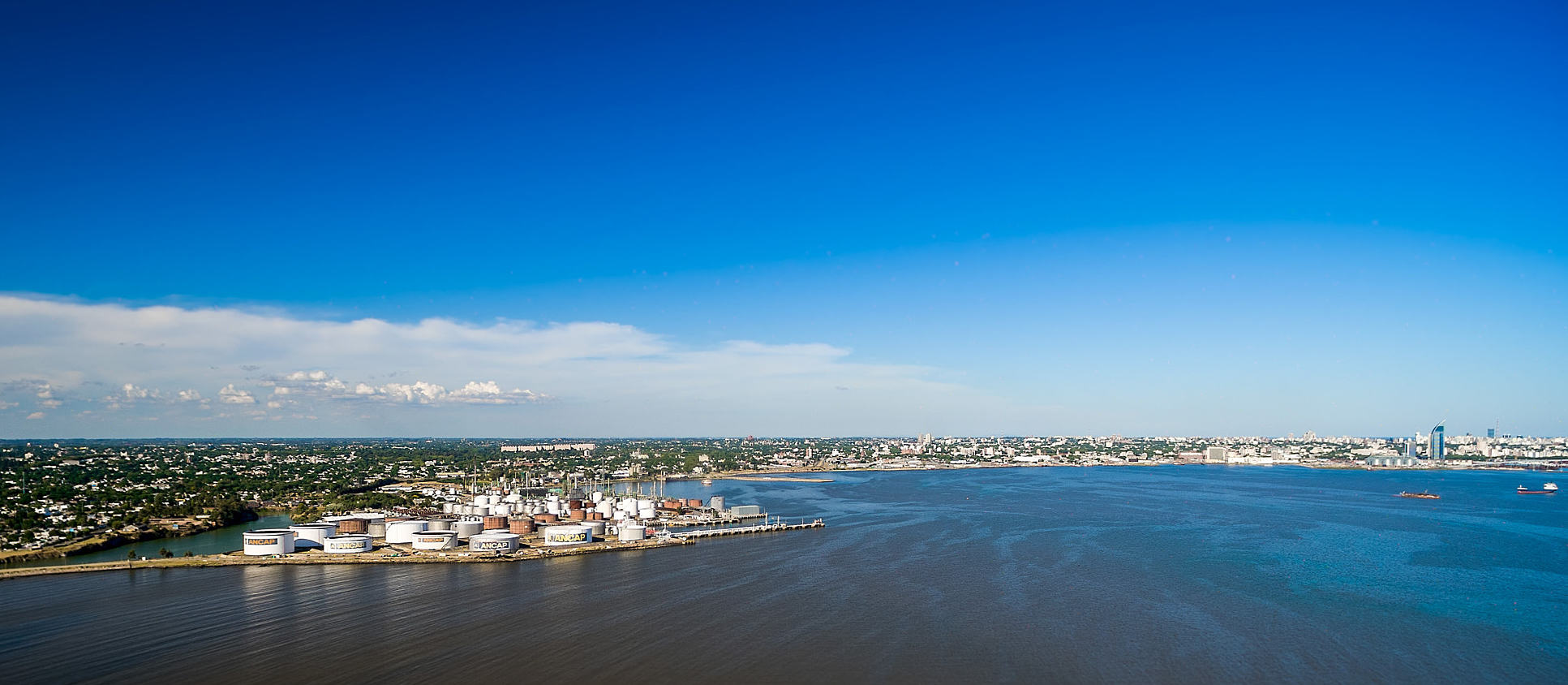
Vista de la Refinería de la Teja y el Río de la Plata.

La Refinería La Teja, o por su denominación oficial Refinería Eduardo Acevedo es el único establecimiento de refinación de petróleo  en Uruguay. La misma se encuentra establecida en el barrio de La Teja de la ciudad de Montevideo, y es propiedad de la Administración Nacional de Combustibles, Alcohol y Portland.
En 2021 fue declarada como Monumento Histórico Nacional por la Comisión de Patrimonio de la Nación

## Creación
La refinería comenzó a ser construida en 1934 y las obras edilicias fueron proyectadas por al arquitecto Rafael Lorente Escudero. En 1937, siete años después de la creación del ente industrial, la refinería comenzó sus operaciones. En la actualidad cuenta con una capacidad aproximada de 50,000 barriles por día. Desde 1940, un ramal ferroviario la une a la estación Carnelli (entonces Bella Vista) y al resto de la red ferroviaria uruguaya.

## Emisiones

Fotografía de la Refinería de la Teja, Bahía de Montevideo y el barrio Cerro. Año 1957.

En 2011 un estudio el cual buscaba medir las emisiones de la misma, hallo que las emisiones de Dióxido de azufre eran ~ 4 × 1017 molec cm-2 de densidad de columna inclinada directamente sobre la refinería de petróleo, disminuyendo a medida que la pluma se dispersa y el Dióxido de nitrógeno alcanza un máximo de ~ 1 × 1016 molec cm-.

## Futuro
La Refinería se somete cada cuatro años a diferente estudios de impacto. Está previsto que la capacidad de la refinería se actualice en 2023 para producir mejores productos derivados del petróleo ligero con extracción de disolventes de aceite residual y desasfaltado con disolventes. 

Debido a la transición energética del país, donde Uruguay tiene más del 94% de energías renovables y el gobierno tiene proyectada la transición para otras industrias como el transporte, el ministro de Ambiente, Adrián Peña, proyectó cerrar la refinería para 2035 para cumplir con la meta de cero emisiones establecida en Uruguay.